# Oxburgh Hall
Oxburgh Hall er et country house med voldgrav, der ligger i Oxborough, Norfolk, England. Hallen blev opført til Sir Edmund Bedingfeld der fik licens til krenelering i 1482. Bedingfeld-familien fik manor of Oxborough igennem ægteskab i begyndelsen af 1400-tallet, og familien har boet på Oxburgh Hall siden opførslen, selvom ejerskabet overgik til National Trust for Places of Historic Interest or Natural Beauty i 1952. I midten af 1800-tallet blev huset ombygget indvendigt under John Chessell Buckler og Augustus Pugin.
Det er en listed building af af første grad, og den omkringliggende have er listed af anden grad.